# Kolovai
Kolovai é um distrito de Tonga, localizado na divisão de Tongatapu. Em 2006, sua população era de 4.096 habitantes.